# Шевалье, Улисс
Ули́сс Шевалье́ (фр. Ulysse Chevalier; родился 24 февраля 1841, Рамбуйе — 27 октября 1923, Роман-сюр-Изер) — французский церковный историк и библиограф, занимавшийся в основном средневековой историей Дофине.

## Биография
Шевалье получил религиозное образование, имел сан (ранг) католического аббата, затем каноника, был профессором католической истории в Лионском университете, однако при всём при этом был известен своими независимыми взглядами и скептическим отношением ко многим религиозным вопросам.
Напечатал большое количество исторических документов и важных научных работ. Особенно известен его труд "Répertoire des sources historiques du moyen âge"  (Париж, 1872—1888). Данная работа (биографо-библиография) является первой частью обширного труда, который впоследствии был дополнен библио-библиографией (1875—1876) и топографо-библиографией (1894—1903).
Кроме того, Шевалье написал также такие работы, как "Collection de cartulaires dauphinois"  (1869—1888); "Recueil de documents historiques inédits sur le Dauphin"  (1869—1872); и "Notre Dame de Lorette. Étude critique sur l’authenticité de la Santa Casa"  (1906).
Скончался 27 октября 1923 года. 